# لوتشيانو ماركيتي
لوتشيانو ماركيتي (بالإيطالية: Luciano Marchetti)‏ (10 ديسمبر 1927 تشيزيناتيكو إيطاليا - ) هو لاعب كرة قدم إيطالي، يلعب كلاعب وسط.

## مسيرته

### مسيرته مع الأندية
- 1949 - 1950 لعب مع نادي ريجيانا 1919 18 مباراة.
- 1950 - 1955 لعب مع نادي باليرمو 114 مباراة.
- 1956 - 1958 لعب مع ايه إس دي سامبينديتيس كالتشيو [الإنجليزية]‏ 31 مباراة.